# Partido Popular (Islas Feroe)
El Partido Popular - Autogobierno Radical (en feroés, Hin føroyski fólkaflokkurin - radikalt sjálvstýri, abreviado FF) es un partido político conservador feroés fundado en 1940, que apuesta por la independencia de las Islas Feroe.
Fue fundado como una escisión del Partido del Autogobierno. Desde sus inicios tuvo una ideología abiertamente independentista, pero recientemente ha asumido posturas más pragmáticas. Llegó al gobierno con Anfinn Kallsberg en 1998, en coalición con los otros dos partidos separatistas, pero en el siguiente formó una alianza con los unionistas y los socialdemócratas, ambos defensores de la unión de las Feroe con Dinamarca.
Es uno de los cuatro partidos principales de las Islas Feroe. En la elección de 2008 obtuvo el 20,1 % de la votación y 7 escaños en el parlamento.
Está afiliado a la Unión Internacional Demócrata.

## Resultados electorales

### Løgting
| Año  | Votos      | %     | Escaños | +/-         | Gobierno                                                             |
| ---- | ---------- | ----- | ------- | ----------- | -------------------------------------------------------------------- |
| 1940 | 2.084 (#2) | 24,72 | 6/24    |             | Coalición con Partido de la Igualdad y Autogobierno                  |
| 1943 | 4.010 (#1) | 41,49 | 12/25   | 6           | Coalición con Partido de la Igualdad                                 |
| 1945 | 5.708 (#1) | 43,41 | 11/23   | 1           | Coalición con Partido de la Igualdad                                 |
| 1946 | 5.396 (#1) | 40,92 | 8/20    | 3           | Oposición                                                            |
| 1950 | 3.750 (#1) | 32,25 | 8/25    | Sin cambios | Oposición                                                            |
| 1954 | 2.660 (#3) | 20,86 | 6/27    | 2           | Coalición con Partido Unionista y Autogobierno                       |
| 1958 | 2.467 (#4) | 17,76 | 5/30    | 1           | Oposición                                                            |
| 1962 | 3.068 (#4) | 20,24 | 6/29    | 1           | Coalición con República, Autogobierno y Progreso                     |
| 1966 | 3.811 (#3) | 21,62 | 6/26    | Sin cambios | Coalición con Partido de la Igualdad y República (1966-1968)         |
| 1966 | 3.811 (#3) | 21,62 | 6/26    | Sin cambios | Coalición con Partido Unionista, Autogobierno y Progreso (1968-1970) |
| 1970 | 3.617 (#4) | 20,02 | 5/26    | 1           | Oposición                                                            |
| 1974 | 4.069 (#3) | 20,49 | 5/26    | Sin cambios | Oposición                                                            |
| 1978 | 4.067 (#4) | 17,90 | 6/32    | 1           | Oposición                                                            |
| 1980 | 4.399 (#4) | 18,90 | 6/32    | Sin cambios | Coalición con Partido Unionista y Autogobierno                       |
| 1984 | 5.446 (#2) | 21,60 | 7/32    | 1           | Coalición con Partido de la Igualdad y Autogobierno                  |
| 1988 | 6.692 (#1) | 23,20 | 8/32    | 1           | Coalición con Partido de la Igualdad y Autogobierno                  |
| 1990 | 6.234 (#2) | 21,90 | 7/32    | 1           | Oposición                                                            |
| 1994 | 4.091 (#2) | 16,00 | 6/32    | 1           | Coalición con Partido Unionista y Unión de Trabajadores              |
| 1998 | 5.886 (#3) | 21,30 | 8/32    | 2           | Coalición con República y Autogobierno                               |
| 2002 | 6.352 (#4) | 20,80 | 7/32    | 1           | Coalición con República, Autogobierno y Centro                       |
| 2004 | 6.530 (#4) | 20,60 | 7/32    | Sin cambios | Coalición con Partido de la Igualdad y Partido Unionista             |
| 2008 | 6.240 (#3) | 20,06 | 7/33    | Sin cambios | Coalición con Partido Unionista y Partido de la Igualdad             |
| 2011 | 6.883 (#2) | 22,53 | 8/33    | 1           | Coalición con Partido Unionista y Autogobierno                       |
| 2015 | 6.102 (#3) | 18,92 | 6/33    | 2           | Oposición                                                            |
| 2019 | 8.290 (#1) | 24,50 | 8/33    | 2           | Coalición con Partido Unionista y Partido de Centro                  |
| 2022 | 6.473 (#3) | 18,92 | 6/33    | 2           | Oposición                                                            |